# Dennysville
Dennysville ist eine Town im Washington County des Bundesstaates Maine in den Vereinigten Staaten. Im Jahr 2020 lebten dort 300 Einwohner in 180 Haushalten auf einer Fläche von 39,58 km².

## Geographie
Nach dem United States Census Bureau hat Dennysville eine Gesamtfläche von 39,58 km², von der 38,64 km² Land sind und 0,93 km² aus Gewässern bestehen.

### Geographische Lage
Dennysville liegt im Südosten des Washington Countys. Im Südosten grenzt die Dannys Bay an, ein Meeresarm, der zum Atlantischen Ozean gehört, und in die der Wilson Stream, der in südliche Richtung fließt, mündet. Die Oberfläche ist leicht hügelig, ohne nennenswerte Erhebungen.

### Nachbargemeinden
Alle Entfernungen sind als Luftlinien zwischen den offiziellen Koordinaten der Orte aus der Volkszählung 2010 angegeben.
- Norden: Charlotte, 9,9 km
- Osten: Pembroke, 8,7 km
- Süden und Westen: East Central Washington, Unorganized Territory, 9,8 km

### Stadtgliederung
In Dennysville gibt es mehrere Siedlungsgebiete: Dennysville, Dennysville Station, Lower Dennysville und Robinsons.

### Klima
Die mittlere Durchschnittstemperatur in Dennysville liegt zwischen −6,7 °C (20 °F) im Januar und 20,0 °C (68 °F) im Juli. Damit ist der Ort gegenüber dem langjährigen Mittel der USA um etwa 9 Grad kühler. Die Schneefälle zwischen Oktober und Mai liegen mit bis zu zweieinhalb Metern mehr als doppelt so hoch wie die mittlere Schneehöhe in den USA; die tägliche Sonnenscheindauer liegt am unteren Rand des Wertespektrums der USA.

## Geschichte
Dennysville wurde zunächst als Dennysville Plantation (Plantation No. 2) organisiert. Vermessen wurde das Gebiet als Township No. 2 Putnam Survey (T2 PS). Die Town Dennysville wurde am 13. Februar 1818 organisiert.
Die ursprünglichen Siedler von Dennysville kamen am 17. Mai 1786 in der Schaluppe „Sally“ über den Fluss an. Sie stammten aus der Nähe von Hingham, Massachusetts. In dieser Gesellschaft befanden sich Nathan Preston, Williain Kilby und Samuel Sprague, die blieben und den Kern der heutigen Town bildeten. Die erste kirchliche Organisation war die Kongregation und wurde am 27. Oktober 1805 von Rev. Jotham Sewell gegründet. Die erste Sonntagsschule wurde am 31. Mai 1829 eröffnet.
Die Eigentümer dieser Gemeinde, zu der viele Jahre auch die von Pembroke und Perry gehörten, waren Thomas Russell, General Benjamin Lincoln und John Lowell aus Massachusetts, die sie vom Commonwealth kauften. Sie vergaben auch die Landtitel. Den Namen erhielt die Town vom Fluss, der die westliche Grenze bildete, der Denny’s River. Der Fluss hatte seinen Namen von einem Indianer dieses Namens, der zur Zeit der Besiedlung zu dessen Hauptjagdgebiet gehörte.

### Einwohnerentwicklung
| Volkszählungsergebnisse – Town of Dennysville, Maine | Volkszählungsergebnisse – Town of Dennysville, Maine | Volkszählungsergebnisse – Town of Dennysville, Maine | Volkszählungsergebnisse – Town of Dennysville, Maine | Volkszählungsergebnisse – Town of Dennysville, Maine | Volkszählungsergebnisse – Town of Dennysville, Maine | Volkszählungsergebnisse – Town of Dennysville, Maine | Volkszählungsergebnisse – Town of Dennysville, Maine | Volkszählungsergebnisse – Town of Dennysville, Maine | Volkszählungsergebnisse – Town of Dennysville, Maine | Volkszählungsergebnisse – Town of Dennysville, Maine |
| Jahr                                                 | 1800                                                 | 1810                                                 | 1820                                                 | 1830                                                 | 1840                                                 | 1850                                                 | 1860                                                 | 1870                                                 | 1880                                                 | 1890                                                 |
| ---------------------------------------------------- | ---------------------------------------------------- | ---------------------------------------------------- | ---------------------------------------------------- | ---------------------------------------------------- | ---------------------------------------------------- | ---------------------------------------------------- | ---------------------------------------------------- | ---------------------------------------------------- | ---------------------------------------------------- | ---------------------------------------------------- |
| Einwohner                                            |                                                      |                                                      | 557                                                  | 856                                                  | 378                                                  | 458                                                  | 485                                                  | 488                                                  | 522                                                  | 452                                                  |
| Jahr                                                 | 1900                                                 | 1910                                                 | 1920                                                 | 1930                                                 | 1940                                                 | 1950                                                 | 1960                                                 | 1970                                                 | 1980                                                 | 1990                                                 |
| Einwohner                                            | 482                                                  | 459                                                  | 434                                                  | 443                                                  | 424                                                  | 345                                                  | 303                                                  | 278                                                  | 296                                                  | 355                                                  |
| Jahr                                                 | 2000                                                 | 2010                                                 | 2020                                                 | 2030                                                 | 2040                                                 | 2050                                                 | 2060                                                 | 2070                                                 | 2080                                                 | 2090                                                 |
| Einwohner                                            | 319                                                  | 342                                                  | 300                                                  |                                                      |                                                      |                                                      |                                                      |                                                      |                                                      |                                                      |

## Kultur und Sehenswürdigkeiten

### Bauwerke
In Dennysville wurden ein Bauwerk und ein District unter Denkmalschutz gestellt und ins National Register of Historic Places aufgenommen.
- Lincoln House, 1978 unter der Register-Nr. 78000206.[9]
- Dennysville Historic District, 1982 unter der Register-Nr. 82000427.[10]

## Wirtschaft und Infrastruktur

### Verkehr
Der U.S. Highway 1 verläuft in nordsüdlicher Richtung durch die Town. Die Maine State Route 86 verläuft in westöstlicher Richtung.

### Öffentliche Einrichtungen
Es gibt keine medizinischen Einrichtungen in Dennysville. Die nächstgelegenen befinden sich in Eastport.
Die Lincoln Memorial Library befindet sich in der King Street in Dennysville.

### Bildung
Für die Schulbildung in Dennysville ist das Dennysville School Department zuständig.